# Vela nos Jogos Olímpicos de Verão de 1952 - 6 Metre
As provas da classe 6 Metre da vela nos Jogos Olímpicos de Verão de 1952 ocorreram entre 20 e 28 de julho daquele ano em Harmaja, ilha nos arredores de Helsinque, na Finlândia. O programa compunha sete regatas. Para esta classe, houve 56 velejadores, em 11 barcos, de 11 nações inscritas.

## Medalhistas
O grupo dos Estados Unidos Herman Whiton, Everard Endt, John Adams Morgan, Eric Ridder, Julian Roosevelt e Emelyn Whiton finalizou a competição em primeiro lugar, conquistando a medalha de ouro. A prata firmou-se com os noruegueses Finn Ferner, Tor Arneberg, Johan Ferner, Erik Heiberg e Carl Mortensen. Por fim, a medalha de bronze ficou com a equipe finlandesa Ernst Westerlund, Ragnar Jansson, Jonas Konto, Rolf Turkka e Paul Sjöberg.
|  | USA Estados Unidos                                                                      |  | NOR Noruega                                                       |  | FIN Finlândia                                                        |
|  | Herman Whiton Everard Endt John Adams Morgan Eric Ridder Julian Roosevelt Emelyn Whiton |  | Finn Ferner Tor Arneberg Johan Ferner Erik Heiberg Carl Mortensen |  | Ernst Westerlund Ragnar Jansson Jonas Konto Rolf Turkka Paul Sjöberg |

## Resultados
Estes foram os resultados da competição:
|                   | Nação               | Tripulação                                                                                            | Embarcação  | Regata I | Regata I | Regata II | Regata II | Regata III | Regata III | Regata IV | Regata IV | Regata V | Regata V | Regata VI | Regata VI | Regata VII | Regata VII | Total | Total -1 |
| Pts.              | Nação               | Tripulação                                                                                            | Embarcação  | Pos.     | Pts.     | Pos.      | Pts.      | Pos.       | Pts.       | Pos.      | Pts.      | Pos.     | Pts.     | Pos.      | Pts.      | Pos.       |            | Total | Total -1 |
| ----------------- | ------------------- | --- | ----------- | -------- | -------- | --------- | --------- | ---------- | ---------- | --------- | --------- | -------- | -------- | --------- | --------- | ---------- | ---------- | ----- | -------- |
| Medalha de ouro   | USA Estados Unidos  | Herman Whiton Everard Endt John Adams Morgan Eric Ridder Julian Roosevelt Emelyn Whiton               | Llanoria    | 4        | 540      | 9         | 188       | 1          | 1142       | 1         | 1142      | 8        | 239      | 3         | 665       | 1          | 1142       | 5058  | 4870     |
| Medalha de prata  | NOR Noruega         | Finn Ferner Tor Arneberg Johan Ferner Erik Heiberg Carl Mortensen                                     | Elisabeth X | 1        | 1142     | 4         | 540       | 2          | 841        | 4         | 540       | 10       | 142      | 1         | 1142      | 5          | 443        | 4790  | 4648     |
| Medalha de bronze | FIN Finlândia       | Ernst Westerlund Ragnar Jansson Jonas Konto Rolf Turkka Paul Sjöberg                                  | Ralia       | 3        | 665      | 6         | 364       | 3          | 665        | 5         | 443       | 1        | 1142     | DNS       | 0         | 3          | 665        | 3944  | 3944     |
| 4                 | SWE Suécia          | Sven Salén Martin Hindorff Torsten Lord Lars Lundström Carl Robert Ameln                              | May Be VII  | 2        | 841      | DSQ       | 0         | 5          | 443        | 3         | 665       | 2        | 841      | 5         | 443       | 4          | 540        | 3773  | 3773     |
| 5                 | ARG Argentina       | Enrique Sieburger, Sr. Rufino Rodríguez de la Torre Werner von Foerster Horacio Monti Hércules Morini | Djinn       | 6        | 364      | 2         | 841       | 4          | 540        | 6         | 364       | 5        | 443      | 2         | 841       | 8          | 239        | 3632  | 3393     |
| 6                 | SUI Suíça           | Louis Noverraz André Firmenich Charles Stern François Chapot Marcel Stern                             | Ylliam VIII | 9        | 188      | 1         | 1142      | DNF        | 0          | 9         | 188       | 7        | 297      | 6         | 364       | 2          | 841        | 3020  | 3020     |
| 7                 | CAN Canadá          | Bill Gooderham Ken Bradfield Bill Copeland Bill MacIntosh Donald Tytler                               | Trickson VI | 8        | 239      | 3         | 665       | DNF        | 0          | 2         | 841       | 3        | 665      | 8         | 239       | 6          | 364        | 3013  | 3013     |
| 8                 | ITA Itália          | Enrico Poggi Antonio Cosentino Pietro Reggio Giusto Spigno Andrea Ferrari                             | Ciocca      | 5        | 443      | 5         | 443       | 7          | 297        | 7         | 297       | 4        | 540      | 4         | 540       | 7          | 297        | 2857  | 2560     |
| 9                 | GBR Grã-Bretanha    | Kenneth Preston Robert Steele Frank Murdoch Franklin Woodroffe Martin Sharp                           | Titia       | 7        | 297      | 8         | 239       | 6          | 364        | 8         | 239       | 6        | 364      | 7         | 297       | 11         | 101        | 1901  | 1800     |
| 10                | GER Alemanha        | Wolfgang Elsner Hans Kadelbach Paul-Heinrich Lange Götz von Mirbach Andreas Howaldt                   | Nirwana     | 10       | 142      | 7         | 297       | 9          | 188        | 10        | 142       | 9        | 188      | 9         | 188       | 9          | 188        | 1333  | 1191     |
| 11                | URS União Soviética | Nikolay Yermakov Kirill Kozhevnikov Boris Lobashkov Nikolay Matveyev Fyodor Shutkov                   | Circe       | 11       | 101      | 10        | 142       | 8          | 239        | 11        | 101       | 11       | 101      | 10        | 142       | 10         | 142        | 968   | 867      |

### Classificação diária

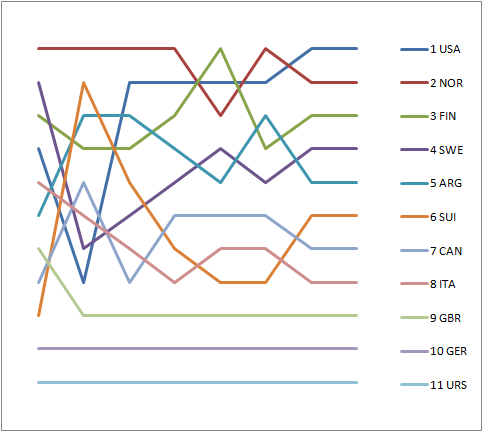
Gráfico mostrando a classificação diária na classe.